# Mylagaulidae
Mylagaulidae — це вимерла клада вивірковидих гризунів. Вони відомі з неогену Північної Америки та Китаю. Найстарішим представником є пізньолігоценовий Trilaccogaulus montanensis, який жив приблизно 29 мільйонів років тому), а наймолодшим був Ceratogaulus hatcheri — раніше належав до недійсного роду «Epigaulus» — який був знайдений лише в пліоцені, приблизно 5 млн років.

## Склад
Promylagaulinae
- рід Crucimys
- рід Promylagaulus
- рід Trilaccogaulus
- рід Simpligaulus

Mesogaulinae
- рід Mesogaulus - у т. ч. Mylagaulodon

Mylagaulinae
- рід Alphagaulus (парафілетичний[4])
- рід Ceratogaulus
- рід Hesperogaulus
- рід Mylagaulus
- рід Notogaulus
- рід Pterogaulus
- рід Umbogaulus

incertae sedis
- рід Galbreathia